# Thetis
 For alternative betydninger, se Thetis (flertydig). (Se også artikler, som begynder med Thetis)
Thetis er en havnymfe i græsk mytologi . Som datter af Nereus er hun en af de 50 nereider. Zeus kræver, at Thetis gifter sig med den dødelige Peleus, fordi Zeus har fået spået, at Thetis' søn vil styrte Zeus fra magten. Zeus tror, at hvis sønnen er halvt dødelig, kan han vel ikke besejre Zeus. Hun bliver mor til den store græske helt Achilleus, som hun dypper i floden Styx for at gøre ham udødelig (hælen bliver dog ikke dyppet, da hun holder Achilleus i den), og som hun fik smedenes gud Hefaistos til at fremstille våben til. Achilleus bliver dræbt i krigen mod Troja, da han bliver skudt i akillessenen, som ikke blev dyppet i Styx.